# Ледней Іван Іванович
Іван Іванович Ледней (рос. Иван Иванович Ледней нар. 4 листопада 1959, с. Довге) — радянський футболіст та український тренер, виступав на позиції захисника та півзахисника.

## Клубна кар'єра
У 1977 році розпочав футбольну кар'єру в миколаївському «Суднобудівнику», а в 1979 році став гравцем харківського «Металіста». У 1982—1983 роках проходив військову службу в київському СКА. По завершенні військової служби повернувся до «Металіста». У 1985 році захищав кольори сімферопольської «Таврії», а в 1986 році перейшов до харківського Олімпік (Харків). У 1988 році отримав запрошення від ужгородського «Закарпаття», але через рік повернувся до «Маяка». Влітку 1989 року перейшов до запорізького «Торпедо», в складі якого 1991 року завершив кар'єру футболіста.

## Тренерська діяльність
Розпочав тренерську діяльність по завершенні кар'єри гравця. Спочатку тренував аматорську команду з рідного села, «Аваль» (Довге). В осінній частині сезону 1994/95 років спочатку допомагав тренувати «Хімік» (Житомир), а з жовтня по листопад 1994 року тренував ужгородське «Закарпаття».
З 2004 року працює тренером у Спортивно-гуманітарному ліцеї в селі Ільниця.

## Досягнення

### Як гравця
«Металіст» (Харків)
- Перша ліга СРСР
  -  Чемпіон (1): 1981

СКА (Київ)
- Чемпіонат УРСР
  -  Чемпіон (1): 1983

- Друга ліга СРСР
  -  Бронзовий призер (1): 1983

«Таврія» (Сімферополь)
- Чемпіонат УРСР
  -  Чемпіон (1): 1985

«Торпедо» (Запоріжжя)
- Чемпіонат УРСР
  -  Чемпіон (1): 1990

### Відзнаки
- Майстер спорту СРСР